# Idiomela subplicata
Idiomela subplicata é uma espécie de gastrópode da família Helicidae, endémica na ilha de Porto Santo, Madeira.